# Landesbergen
Landesbergen er en kommune med knap 2.750 indbyggere (2012) beliggende syd for Nienburg mod sydøst i Landkreis Nienburg/Weser i den tyske delstat Niedersachsen.

## Geografi
Landesbergen er en del af Samtgemeinde Mittelweser og ligger ved naturparken Steinhuder Meer ved floden Weser og omtrent midt mellem byerne Nienburg/Weser og Stadthagen.

### Inddeling
I kommunen ligger landsbyerne:
- Landesbergen
- Brokeloh
- Hahnenberg
- Heidhausen